# Cerkiew Zaśnięcia Matki Bożej w Płazowie
Cerkiew Zaśnięcia Matki Bożej w Płazowie – murowana parafialna cerkiew greckokatolicka, znajdująca się w Płazowie.
Cerkiew zbudowana została w 1936, w miejscu starszej, drewnianej cerkwi z 1728. Do parafii należała filialna cerkiew w Hucie Różanieckiej. Parafia należała do dekanatu lubaczowskiego, po I wojnie światowej do cieszanowskiego.

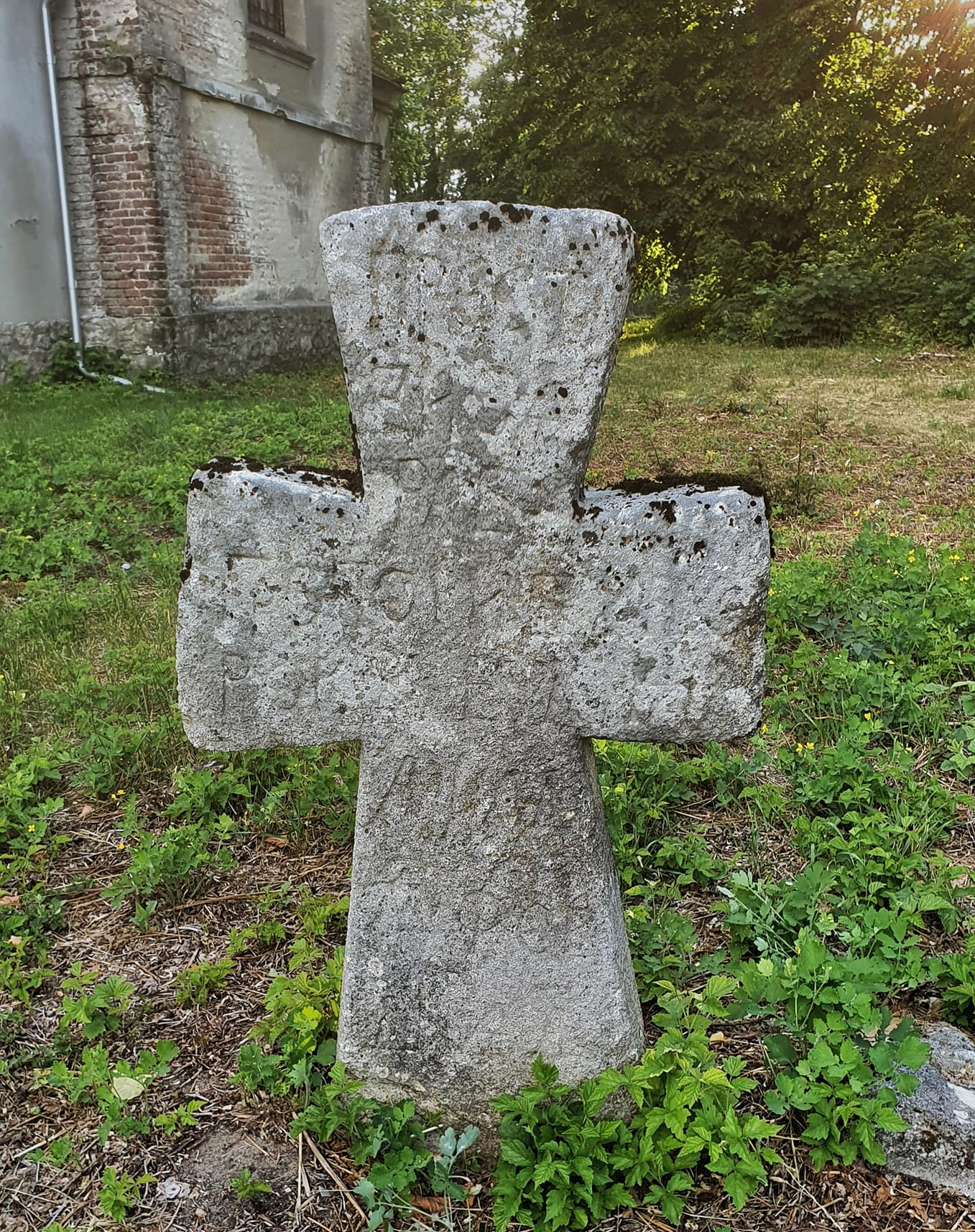
Kamienny krzyż przy cerkwi z 1734 roku

Karol Notz o starej cerkwi pisze, że na nawie miała napis: „Świątynię tę […] Mikołaja Stertyńskiego kosztem mieszczan miasta Płazowa za przyłożeniem się Iwana Grocha i żony jego Katarzyny roku bożego 1798.” Ikonostas w cerkwi miał być przywieziony ze wschodu, o bizantyjskim stylu, odnowiony w 1873 roku. Był obraz św. Mikołaja z 1740 roku. Przed tą cerkwią, była jeszcze starsza, która stała obok na pagórku.
Po wojnie cerkiew opuszczona i nieużywana.

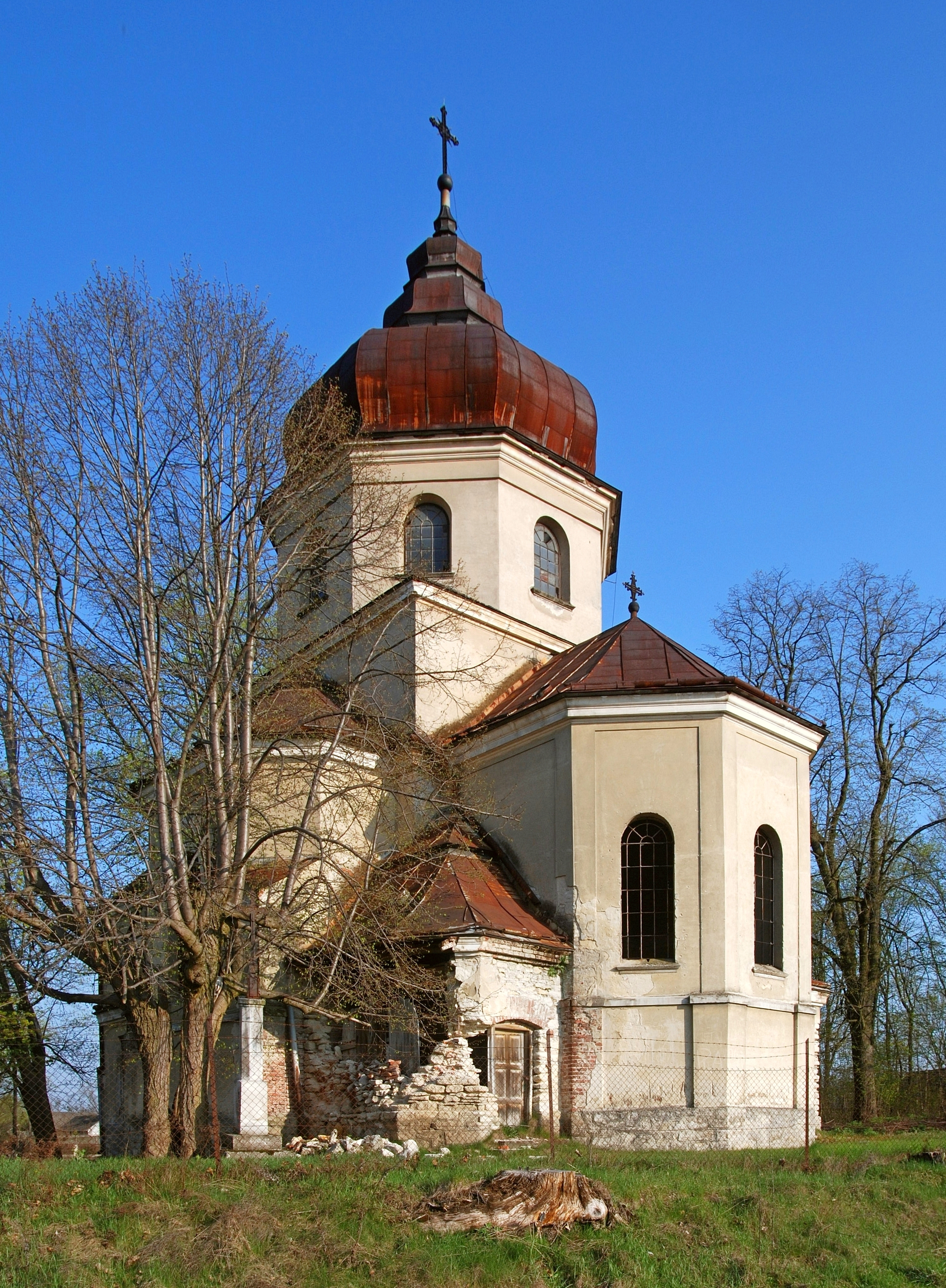
Widok od prezbiterium
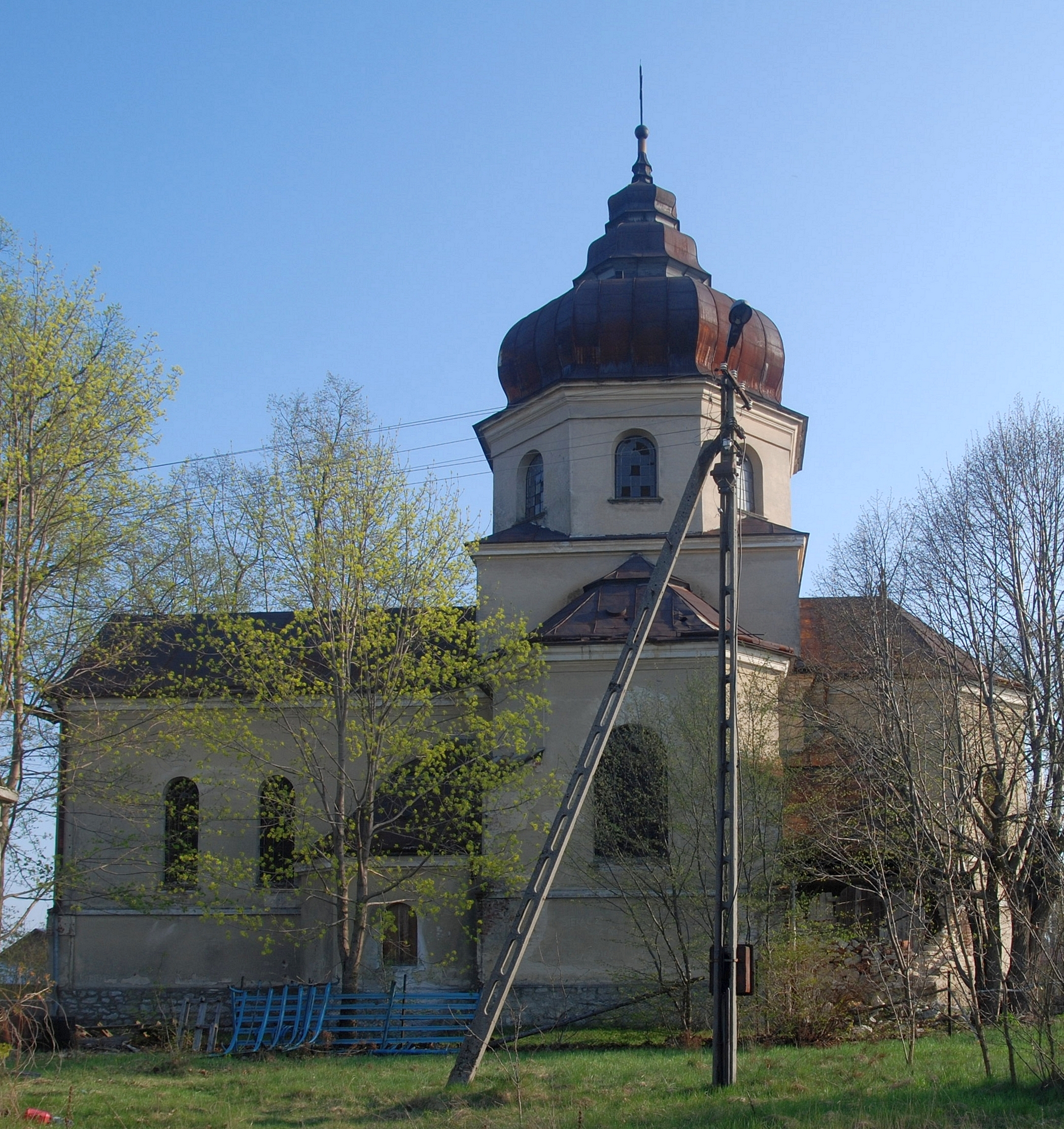
Widok od strony południowej
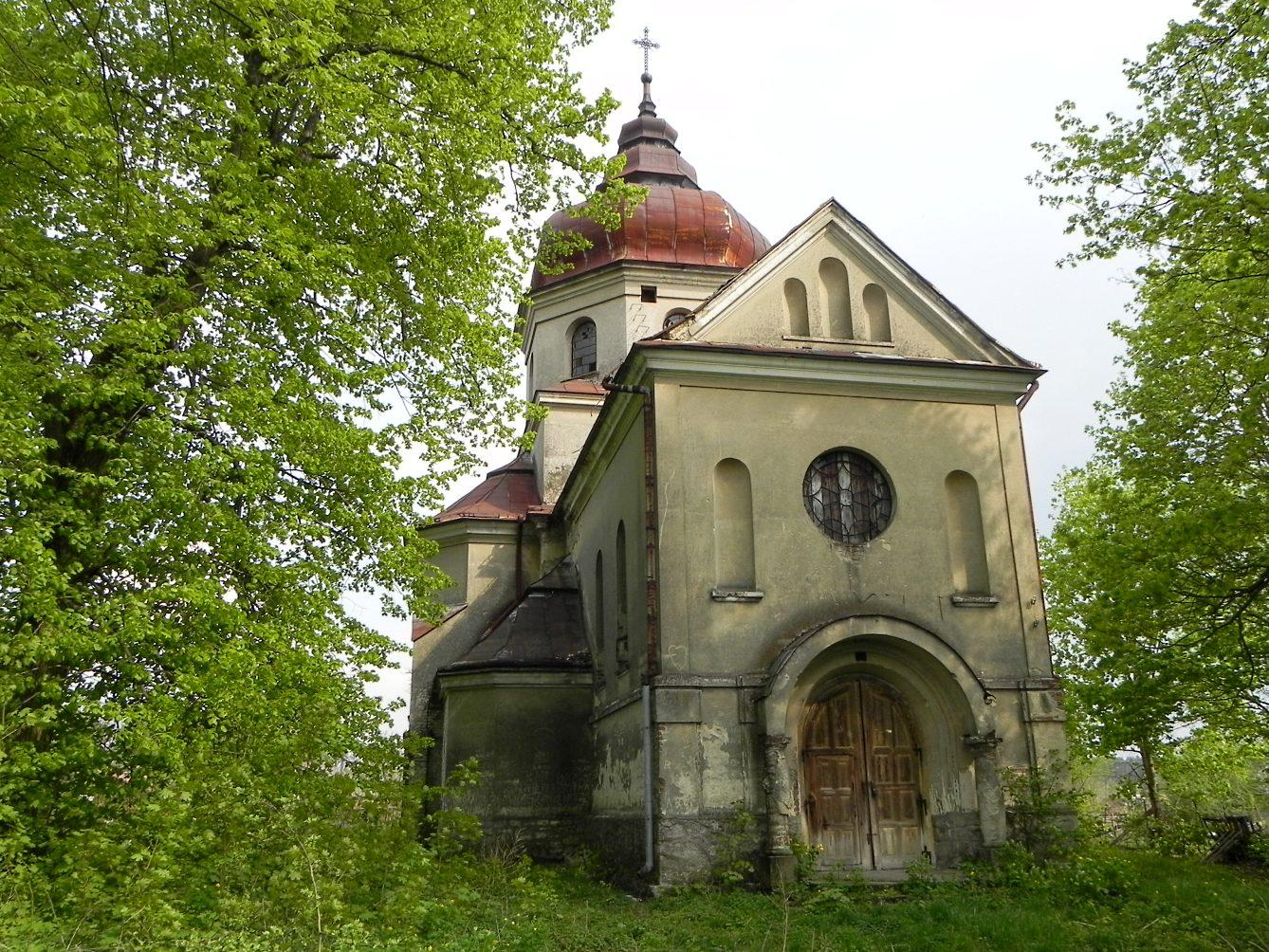
Elewacja frontowa